# Nepalgrella
Genre
Nepalgrella est un genre d'opilions eupnois de la famille des Sclerosomatidae.

## Distribution
Les espèces de ce genre sont endémiques du Népal.

## Liste des espèces
Selon World Catalogue of Opiliones (12/05/2021) :
- Nepalgrella kortaliensis Martens, 1987
- Nepalgrella yamputhini Martens, 1987

## Publication originale
- Martens, 1987 : « Opiliones aus dem Nepal-Himalaya. VI. Gagrellinae (Arachnida: Phalangiidae). » Courier Forschungsinstitut Senckenberg, vol. 93, p. 87–202.